# Raionul Zbaraj, Ternopil
Zbaraj (în ucraineană Збаразький район, transliterat: Zbarazkîi raion) este un raion în regiunea Ternopil, Ucraina. Reședința sa este orașul Zbaraj.

## Demografie
Componența lingvistică a raionului Zbaraj
     Ucraineană (98,32%)
     Rusă (1,55%)
     Alte limbi (0,08%)
Conform recensământului din 2001, majoritatea populației raionului Zbaraj era vorbitoare de ucraineană (98,32%), existând în minoritate și vorbitori de rusă (1,55%).